# Pragser Dolomiten
Die Pragser Dolomiten (italienisch Dolomiti di Braies) sind eine Berggruppe der Dolomiten zwischen dem Pustertal im Norden, dem Höhlensteintal im Osten und dem Gadertal im Westen. Die Südgrenze verläuft durch das vom Gadertal abzweigende Enneberger bzw. Rautal, setzt sich am Talschluss des Rautals an der Nordseite der Camin-Gruppe vorbei weiter zum Campo Croce und ins Valle del Boite bis zum Gemärkpass fort. Als Teil der von der UNESCO unter „Nördliche Dolomiten“ zusammengefassten Dolomitengruppen, gehören die Pragser Dolomiten seit dem 26. Juni 2009 zum „Welterbe Dolomiten“.
Gegliedert werden die Pragser Dolomiten hauptsächlich durch das Pragser Tal, das sich nach wenigen Kilometern zur Plätzwiese und zum bekannten Pragser Wildsee verzweigt. Große Teile gehören zum Naturpark Fanes-Sennes-Prags in Südtirol, Italien.
Die meist steil fallende, durchschnittlich 2500 m hohe Nordlinie verdeckt den Blick vom Pustertal aus auf den südlicheren Hauptzug, der die höheren Gipfel in einer Linie von Südost nach Nordwest umfasst. Zu den Bergen der Pragser Dolomiten zählen etwa:
- Hohe Gaisl (3146 m)
- Kleine Gaisl (2857 m)
- Dürrenstein (2839 m)
- Seekofel (2810 m)
- Muntejela de Senes (2787 m)
- Helltaler Schlechten (2711 m)
- Muntejela de Ciastlins (2673 m)
- Piz da Peres (2507 m)
- Dreifingerspitze (2479 m)
- Kronplatz (2275 m)
- Geierwand (2088 m)[2]

## Abbildungen

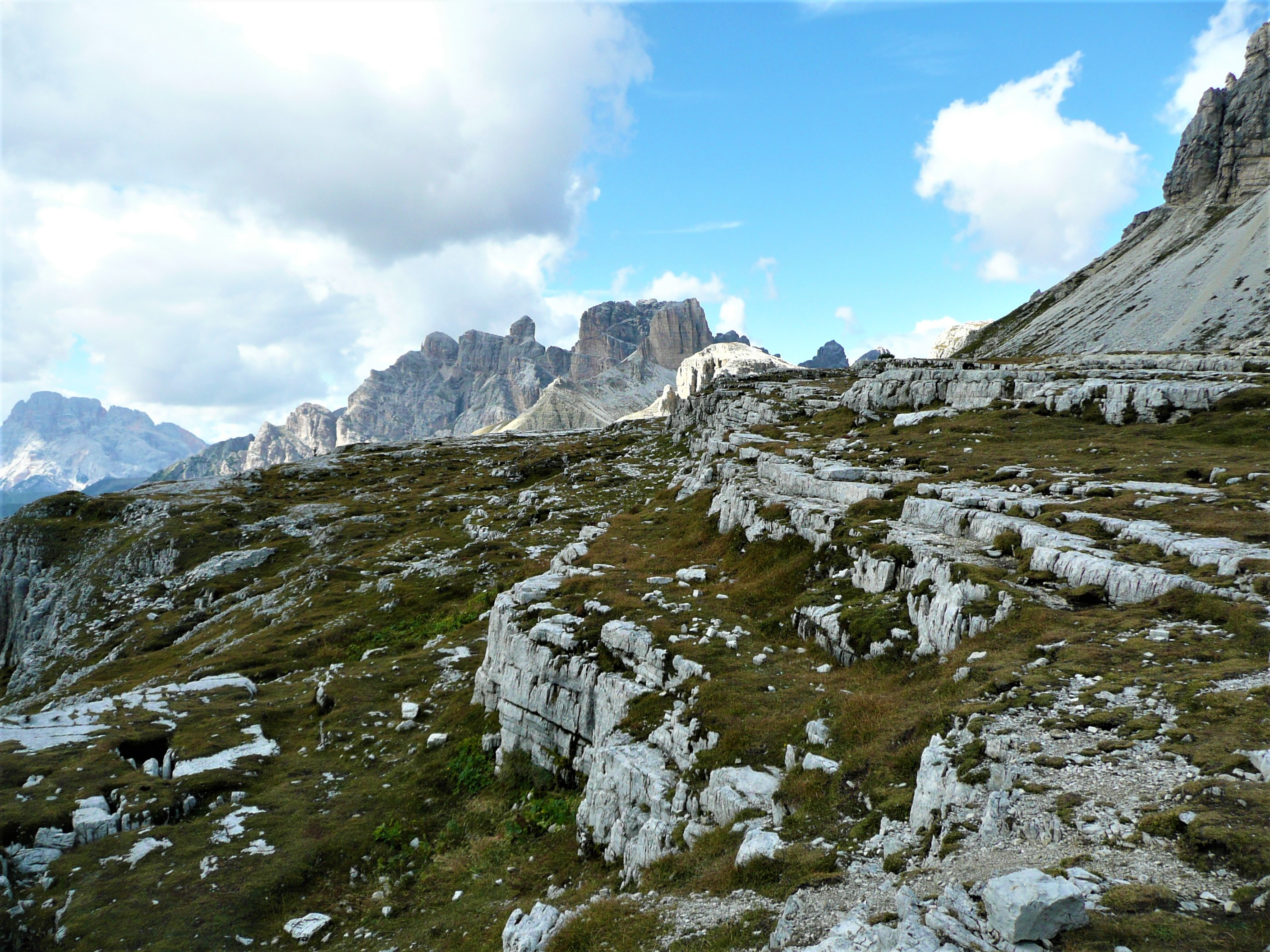
Pragser Dolomiten von der Dreizinnenhütte aus gesehen
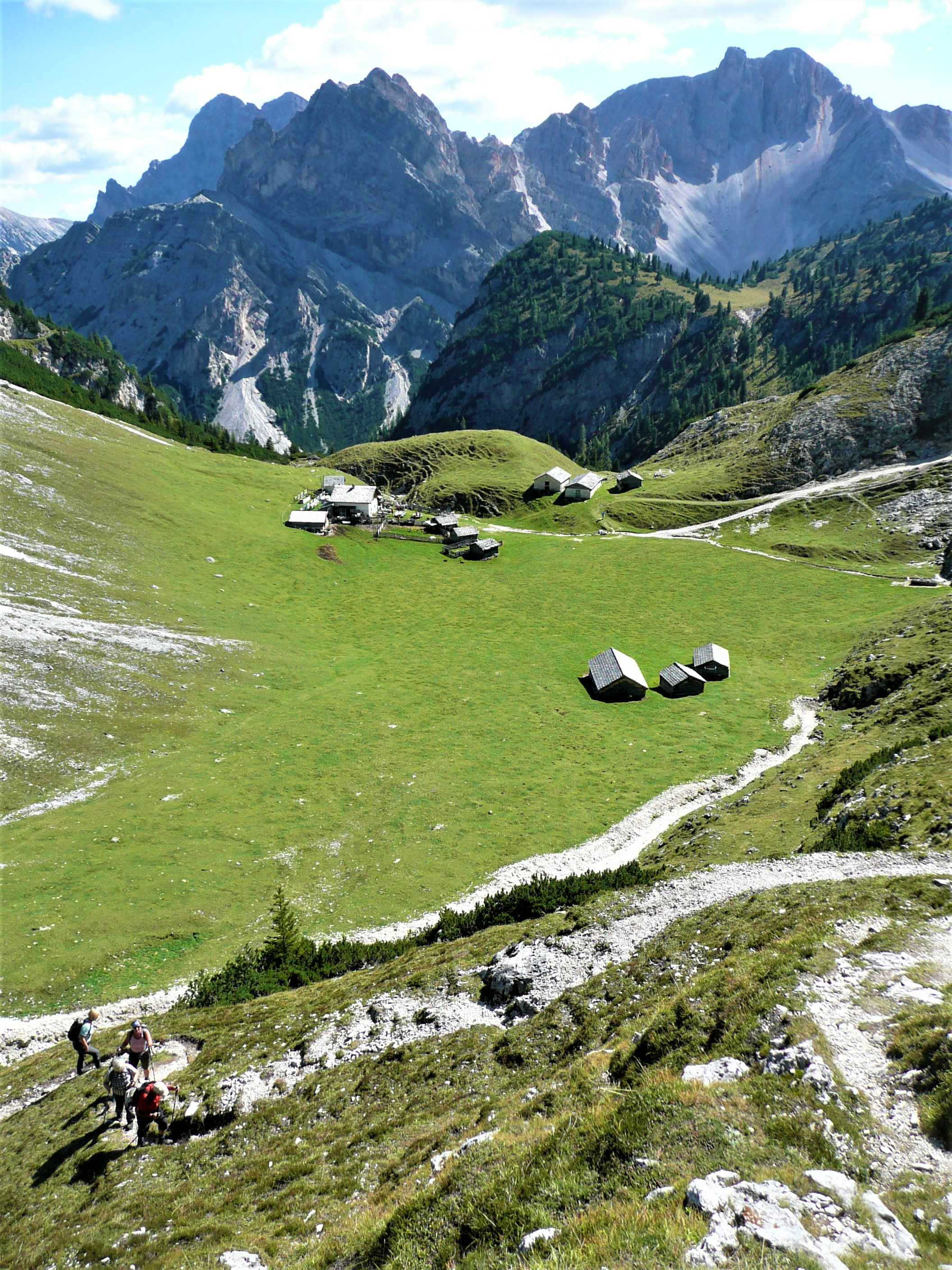
Pragser Dolomiten und Hochalmhütte von der Lapedurscharte aus gesehen
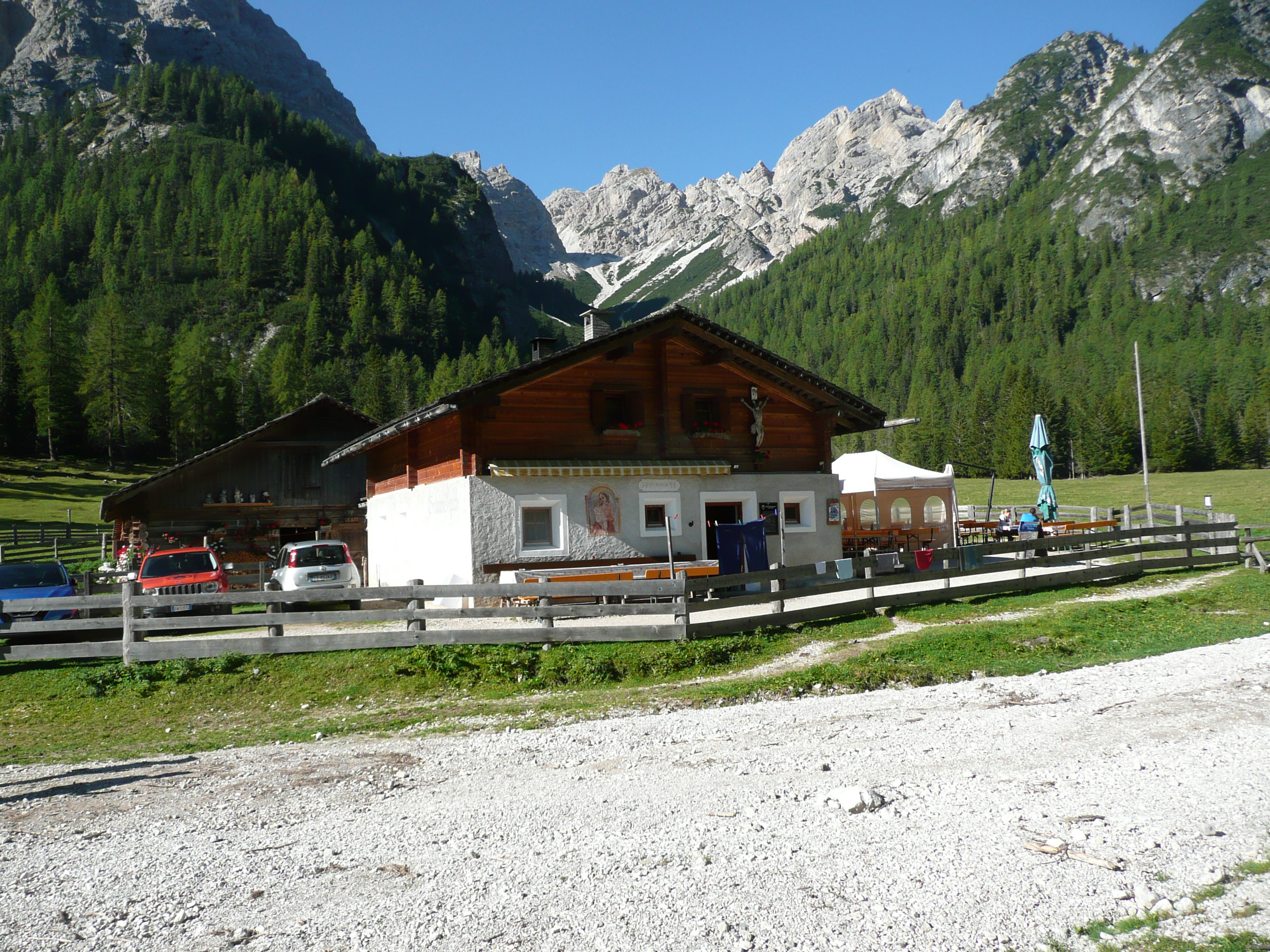
Pragser Dolomiten bei der Grünwaldalm im gleichnamigen Tal